# بوک‌سنت‌کرست
بوک‌سِنت‌کِرِست (به مجاری:  Bükkszentkereszt) یک شهرداری در مجارستان است که در ناحیه میشکولتس واقع شده‌است. بوک‌سنت‌کرست ۲۶٫۹۷ کیلومتر مربع مساحت و ۱٬۲۵۷ نفر جمعیت دارد.